# مرتب‌سازی درونگرا
مرتب‌سازی درونگرا، یک الگوریتم جستجو است که توسط دیوید ماسر (David Musser) در سال ۱۹۹۷ طراحی شد. این الگوریتم ابتدا با فراخوانی مرتب‌سازی سریع شروع کرده و هنگامی بخش بازگشتی مرتب‌سازی سریع به عمق مشخصی که متناسب با لگاریتم تعداد عناصر موجود است رسید، الگوریتم مرتب‌سازی هرمی را فراخوانی می‌کند. این گونه پیاده‌سازی باعث می‌شود که الگوریتم هم سرعت زیاد مرتب‌سازی سریع را روی داده‌های معمولی داشته باشد و هم بدترین زمان اجرای آن {\displaystyle O(nlogn)} باشد.
در الگوریتم مرتب‌سازی سریع یکی از مهم‌ترین مراحل انتخاب نقطه محور (Pivot Element) می‌باشد که عناصر درون آرایه حول آن بخش بندی می‌شوند. ساده‌ترین الگوریتم انتخاب نقطه محور، انتخاب اولین یا آخرین عنصر آرایه است که باعث می‌شود الگوریتم برای آرایه‌های مرتب زمان اجرای بدی داشته باشد. الگوریتم‌های دیگری نیز مانند میانه ۳ (median-of-۳) وجود دارند، اما آن‌ها هم در بدترین حالت زمان اجرای (O(n² خواهند داشت. این نوع ورودی‌ها می‌توانند هنگام حمله‌های انکار سرویس در اینترنت به کار روند.
شبه کد الگوریتم با بخش بندی میانه ۳ به صورت زیر می‌باشد:
```
Algorithm
 
Introsort
(
A
,
 
f
,
 
b
)

       
A
:
 
Input
 
array
  
A
[
f
]
…
 
A
[
b
 
-
 
1
]

       
f
:
 
The
 
first
 
Position
 
of
 
sequence

       
b
:
 
The
 
first
 
position
 
beyond
 
the
 
end
 
of
 
sequence

      
Introsort_Loop
(
A
,
 
f
,
 
b
,
 
2
 
*
 
log
(
b
 
–
 
f
))

      
InsertionSort
(
A
,
 
f
,
 
b
)

Algorithm
 
Introsort_Loop
(
A
,
 
f
,
 
b
,
 
depth_limit
)

   
while
 
b
 
–
 
f
 
>
 
size_threshold

      
do
 
if
 
depth_limit
 
=
 
0

           
then
 
HeapSort
(
A
,
 
f
,
 
b
)

                  
return

      
depth_limit
 
=
 
depth_limit
 
–
 
1

      
p
 
=
 
Partiotion
(
A
,
 
f
,
 
b
,
 
MedianOf3
(
A
[
f
],
 
A
[
f
 
+
 
(
b
 
–
 
f
)
/
2
],
 
A
[
b
 
–
 
1
]))

      
Introsort_Loop
(
A
,
 
p
,
 
b
,
 
depth_limit
)

      
b
 
=
 
p

```